# يوسف رومانو
يوسف رومانو (بالعبرية: יוסף רומנו) المعروف أيضا باسم جوزيف رومانو أو يوسي رومانو (15 أبريل 1940 - 5 سبتمبر 1972) رباع إسرائيلي الجنسية ليبي المولد الذي شارك في دورة الألعاب الأولمبية الصيفية 1972 في ميونيخ بألمانيا الغربية. كان ثاني الأحد عشر عضوا في الفريق الإسرائيلي الذين قتلوا في عملية ميونخ على يد أعضاء فلسطينيين في منظمة أيلول الأسود خلال تلك الدورة. كان بطل رفع الأثقال الإسرائيلي يشارك في الأوزان الخفيفة والمتوسطة لمدة تسع سنوات.
ولد في بنغازي بليبيا. هاجر رومانو وعائلته إلى فلسطين (في وقت لاحق إسرائيل) في عام 1946. كان مهندس ديكور داخلي وأنجب ثلاثة أطفال من زوجته إيلانا. قاتل رومانو في حرب 1967.
تنافس رومانو في مسابقة رفع الأثقال في الوزن المتوسط في أولمبياد ميونيخ لكنه لم يتمكن من إكمال أحد رفعاته بسبب تمزق وتر الركبة. كان من المقرر أن يتوجه إلى إسرائيل في السادس من سبتمبر 1972 للقيام بعملية في الركبة.
في الساعات الأولى من صباح يوم 5 سبتمبر 1972 اقتحم أفراد من منظمة أيلول الأسود الأحياء الإسرائيلية للقرية الأوليمبية. بعد أسر المدربين في الشقة الأولى وإصابة مدرب المصارعة موشيه واينبرج في وجهه عندما اقتحم محتجزو الرهائن وينبرج لقادتهم إلى رهائن محتملين آخرين في شقة أخرى. هناك قبضوا على ستة مصارعين بما في ذلك رومانو. بينما كان الرياضيون يقادون إلى شقة المدربين هاجم واينبرغ محتجزي الرهائن مما سمح للمصارع جاد تسوباري بالهرب بيد أنه أدى إلى مقتل واينبرغ بالنيران. بعد دخول الشقة هاجم رومانو المتسللين وأشهر في وجه عفيف أحمد حميد السكين واستولى على بندقية أيه كيه-47 قبل أن يطلق النار عليه حتى الموت. وفقا لتقرير نشر في ديسمبر 2015 تعرض رومانو للتعذيب من قبل الإرهابيين قبل قتله. قام الإرهابيون بقطع أعضائه التناسلية أمام الرهائن الآخرين. جثة رومانو المضرجة في الدم تداس بأقدام زملائه كل يوم كتحذير. قتل الرياضيون الإسرائيليون التسعة الآخرون في محاولة إنقاذ ألمانية في وقت لاحق من تلك الليلة.
بعد وفاة ابنها انتحرت والدة رومانو. بعد عدة سنوات قام أخيه كذلك بالانتحار.
تم تجسيد شخصية رومانو من قبل الممثل والمنتج سام فيور في فيلم عام 2005 ميونيخ من إخراج ستيفن سبيلبرغ. بعد مشاهدة الفيلم قالت إيلانا رومانو أرملة يوسف: «ليس لدينا مشكلة معها والعكس نحن سعداء بأن الناس يتم تذكيرهم بما حدث في ميونيخ حتى لن يحدث مرة أخرى».
قاتلت إيلانا رومانو دون جدوى للحظة الصمت التي ستقام في دورة الألعاب الأولمبية الصيفية 2012 في لندن بالمملكة المتحكدة في ذكرى الرياضيين الإسرائيليين الذين قتلوا قبل أربعين عاما. لكن في عام 2014 وافقت اللجنة الأولمبية الدولية على المساهمة بمبلغ 250,000 دولار في نصب تذكاري للرياضيين الإسرائيليين الميتين.

## روابط خارجية
- يوسف رومانو على موقع مشروع نتائج رفع الأثقال الدولية (الإنجليزية)
- يوسف رومانو على موقع اللجنة الأولمبية الدولية (الإنجليزية)
- يوسف رومانو على موقع أوليمبيديا (الإنجليزية)